# Região Geográfica Imediata de Castanhal
A Região Geográfica Imediata de Castanhal é uma das 21 regiões imediatas do estado brasileiro do Pará, uma das 5 regiões imediatas que compõem a Região Geográfica Intermediária de Castanhal e uma das 509 regiões imediatas no Brasil, criadas pelo IBGE em 2017. É composta de 14 municípios.

## Municípios
Esta região é composta por 14 municípios paraenses:
| Região geográfica imediata              | Municípios | População Estimativa 2018 | Área (km²) |
| --------------------------------------- | --- | ------------------------- | ---------- |
| Região Geográfica Imediata de Castanhal | Castanhal Curuçá Igarapé-Açu Inhangapi Irituia Magalhães Barata Maracanã Marapanim Santa Maria do Pará São Domingos do Capim São Francisco do Pará São João da Ponta São Miguel do Guamá Terra Alta | 535 030                   | 10 442,319 |